# Ruellia
Genre
Classification phylogénétique
Synonymes
Ruellia est un genre de plantes à fleurs de la famille des Acanthaceae. Il comprend environ 250 espèces de plantes herbacées principalement originaires des régions tropicales ou subtropicales. Quelques espèces sont originaires des régions tempérées d'Amérique du Nord où elles sont communément appelées pétunia[réf. nécessaire].
C'est Charles Plumier (1646-1704) qui dédie ce genre à Jean Ruel (v. 1479-1537), botaniste français. Carl von Linné a ensuite conservé cette appellation.

## Listes d'espèces

### Selon "The Plant List"[1]16 janvier 2018
- Ruellia acutangula Nees
- Ruellia adenocalyx Lindau
- Ruellia adenostachya Lindau
- Ruellia affinis (Schrad.) T.Anderson
- Ruellia albiflora Fernald
- Ruellia albopurpurea Benoist
- Ruellia amabilis S. Moore
- Ruellia amoena Sessé & Moc.
- Ruellia anaticollis Benoist
- Ruellia angustior Lindau
- Ruellia angustiflora (Nees) Lindau ex Rambo
- Ruellia angustifolia Sw.
- Ruellia ansericollis Benoist
- Ruellia anthracina Leonard
- Ruellia antiquorum Wassh. & J.R.I. Wood
- Ruellia asema Leonard
- Ruellia aspera Phillips
- Ruellia asperula (Mart. & Nees) Lindau

- Ruellia bahiensis (Nees) Morong
- Ruellia barbillana Cufod.
- Ruellia baurii C.B. Clarke
- Ruellia beckii Wassh. & J.R.I. Wood
- Ruellia beyrichiana Lindau
- Ruellia bignoniiflora S.Moore
- Ruellia biolleyi Lindau
- Ruellia blanchetiana Lindau
- Ruellia blechioides Sw.
- Ruellia bolivarensis Wassh.
- Ruellia bourgaei Hemsl.
- Ruellia brachysiphon (Nees) Hiern
- Ruellia brandbergensis Kers
- Ruellia breedlovei T.F. Daniel
- Ruellia brevifolia (Pohl) C.Ezcurra
- Ruellia bulbifera Lindau

- Ruellia californica (Rose) I.M. Johnst.
- Ruellia campestris (Oerst.) Hemsl.
- Ruellia candida (Brandegee) Kobuski
- Ruellia capuronii Benoist
- Ruellia caracasana (Klotzsch & H.Karst. ex Nees) V.M.Badillo
- Ruellia carmenaemiliae Llamozas
- Ruellia carnea Balf. f.
- Ruellia caroliniensis (J.F. Gmel.) Steud.
- Ruellia cearensis Lindau
- Ruellia cedilloi Ramamoorthy
- Ruellia chamaedrys Lindau
- Ruellia chartacea (T. Anderson) Wassh.
- Ruellia ciconiicollis Benoist
- Ruellia ciliatiflora Hook.
- Ruellia ciliosa Pursh
- Ruellia colonensis Wassh.
- Ruellia comonduensis T.F. Daniel
- Ruellia congoensis Benoist
- Ruellia consocialis Lindau
- Ruellia conzattii Standl.
- Ruellia cooperi Leonard
- Ruellia cordata Thunb.
- Ruellia corzoi Tharp & F.A. Barkley
- Ruellia costata Lindau
- Ruellia currorii T.Anderson
- Ruellia curviflora Nees & Mart.
- Ruellia cyanea (Nees) T. Anderson

- Ruellia davisiorum Tharp & F.A. Barkley
- Ruellia decaryi Benoist
- Ruellia delascioi Wassh.
- Ruellia densa Hieron.
- Ruellia dequairei Benoist
- Ruellia detonsa Benoist
- Ruellia dielsii Mildbr.
- Ruellia diffusa (Nees) Griseb.
- Ruellia dipteracanthus (Nees) Hemsl.
- Ruellia discifolia Oliv.
- Ruellia dissidens Benoist
- Ruellia dissitifolia (Nees) Lindau
- Ruellia diversifolia S.Moore
- Ruellia dolichosiphon Wassh. & J.R.I. Wood
- Ruellia donnell-smithii Leonard
- Ruellia drummondiana (Nees) A. Gray
- Ruellia drushelii Tharp & F.A. Barkley

- Ruellia elegans Poir.
- Ruellia epallocaulos Leonard ex C. Ezcurra & Wassh.
- Ruellia erythropus (Nees) Lindau
- Ruellia eumorphantha Lindau
- Ruellia eurycodon Lindau
- Ruellia exilis McDade & E. Tripp
- Ruellia exostemma Lindau
- Ruellia exserta Wassh. & J.R.I. Wood

- Ruellia fiherenensis Benoist
- Ruellia filicalyx Lindau
- Ruellia floribunda Hook.
- Ruellia foetida Willd.
- Ruellia foliosepala T.F. Daniel
- Ruellia fruticosa Sessé & Moc. ex DC.
- Ruellia fulgens (Bremek.) E. Tripp
- Ruellia fulgida Andrews

- Ruellia geminiflora Kunth
- Ruellia geniculata (Nees) Benoist
- Ruellia glischrocalyx Lindau
- Ruellia golfodulcensis Durkee
- Ruellia gracilis Rusby
- Ruellia guerrerensis T.F.Daniel

- Ruellia haenkeana (Nees) Wassh.
- Ruellia hapalotricha Lindau
- Ruellia harveyana Stapf
- Ruellia heterosepala Benoist
- Ruellia hirsutoglandulosa (Oerst.) Hemsl.
- Ruellia hookeriana (Nees) Hemsl.
- Ruellia humboldtiana (Nees) Lindau
- Ruellia humifusa (Oerst.) Hemsl.
- Ruellia humilis Nutt.
- Ruellia hybrida Pursh
- Ruellia hygrophila Mart.
- Ruellia hygrophiloides (Nees) Hemsl.
- Ruellia hypericoides (Nees) Lindau

- Ruellia indecora Benoist
- Ruellia inflata Rich.
- Ruellia intermedia Leonard
- Ruellia inundata Kunth

- Ruellia jaliscana Standl.
- Ruellia japurensis Mart.
- Ruellia jimulcensis Villarreal
- Ruellia jussieuoides Schltdl. & Cham.

- Ruellia kleinii C.Ezcurra & Wassh.

- Ruellia lactea Cav.
- Ruellia lanatoviscosa (Nees) Hemsl.
- Ruellia lasiostachya Leonard
- Ruellia latisepala Benoist
- Ruellia laxa (Nees) Lindau
- Ruellia leptosepala Benoist
- Ruellia leucantha Brandegee
- Ruellia leucobracteatus Durkee
- Ruellia liesneri Wassh.
- Ruellia linearibracteolata Lindau
- Ruellia linifolia Benoist
- Ruellia longepetiolata (Oerst.) Hemsl.
- Ruellia longifolia (Stocks) T. Anderson
- Ruellia longipedunculata Lindau
- Ruellia longissima D.N. Gibson
- Ruellia longituba D.N. Gibson

- Ruellia macrantha Lindau
- Ruellia macrophylla Vahl
- Ruellia macrosolen Lillo
- Ruellia magniflora C.Ezcurra
- Ruellia makoyana Closon
- Ruellia malaca Leonard
- Ruellia malacophylla C.B. Clarke
- Ruellia matagalpae Lindau
- Ruellia matudae Leonard
- Ruellia maya T.F. Daniel
- Ruellia mcvaughii T.F. Daniel
- Ruellia megachlamys S. Moore
- Ruellia megasphaera Lindau
- Ruellia menthoides (Nees) Hiern
- Ruellia metallica Leonard
- Ruellia metziae Tharp
- Ruellia microcalyx (Nees) Lindau
- Ruellia mira McDade & E. Tripp
- Ruellia misera Benoist
- Ruellia molinae D.N. Gibson
- Ruellia mollis (Nees) Lindau
- Ruellia monanthos (Nees) Bojer ex T. Anderson
- Ruellia morongii Britton
- Ruellia multifolia (Nees) Lindau

- Ruellia neesiana Lindau
- Ruellia neoneesiana Wassh.
- Ruellia nitens Lindau
- Ruellia nitida (Nees) Wassh. & J.R.I. Wood
- Ruellia nobilis (S. Moore) Lindau
- Ruellia noctiflora (Nees) A. Gray
- Ruellia norvegigratiosa McDade & E. Tripp
- Ruellia novogaliciana T.F. Daniel
- Ruellia nudiflora (Engelm. & A. Gray) Urb.
- Ruellia nummularia Benoist

- Ruellia oaxacana Leonard
- Ruellia occidentalis (A. Gray) Tharp & F.A. Barkley
- Ruellia ochroleuca Mart. ex Nees
- Ruellia odorata E. Tripp & McDade
- Ruellia otaviensis P.G.Mey.
- Ruellia ovalifolia (Oerst.) Hemsl.

- Ruellia palmeri Greenm.
- Ruellia palustris Durkee
- Ruellia paniculata L.
- Ruellia parryi A. Gray
- Ruellia parva Lindau
- Ruellia parviflora Britton
- Ruellia patula Jacq.
- Ruellia pauciovulata Benoist
- Ruellia pearcei Rusby
- Ruellia pedunculata Torr. ex A. Gray
- Ruellia pedunculosa (Nees) Lindau
- Ruellia peninsularis (Rose) I.M. Johnst.
- Ruellia pereducta Standl.
- Ruellia petiolaris (Nees) T.F. Daniel
- Ruellia phyllocalyx Lindau
- Ruellia pilosa (Nees) Pav. ex Nees
- Ruellia pinetorum Fernald
- Ruellia pittieri Lindau
- Ruellia poissonii Benoist
- Ruellia praeclara Standl.
- Ruellia praetermissa Schweinf. ex Lindau
- Ruellia primuloides Heine
- Ruellia pringlei Fernald
- Ruellia prostrata Poir.
- Ruellia proxima Lindau
- Ruellia pterocaulon Leonard
- Ruellia puberula (Leonard) Tharp & F.A. Barkley
- Ruellia pulcherrima T.Anderson ex Hemsl.
- Ruellia pulverulenta Leonard
- Ruellia purshiana Fernald
- Ruellia putumayensis Leonard
- Ruellia pygmaea Donn. Sm.

- Ruellia quadrisepala Benoist

- Ruellia rasa Hieron.
- Ruellia rauhii Wassh.
- Ruellia reitzii Wassh. & L.B.Sm.
- Ruellia repens L.
- Ruellia rosea (Nees) Hemsl.
- Ruellia rubra Aubl.
- Ruellia ruiziana (Nees) Lindau
- Ruellia runyonii Tharp & F.A. Barkley

- Ruellia saccata Schmidt-Leb. & E. Tripp
- Ruellia saccifera Benoist
- Ruellia saeri Llamozas
- Ruellia salmeronensis Llamozas
- Ruellia sanguinea Griseb.
- Ruellia sarukhaniana Ramamoorthy
- Ruellia schaueriana (Nees) Lindau
- Ruellia schlechtendaliana (Nees) Hemsl.
- Ruellia sessilifolia Lindau
- Ruellia simplex C.Wright
- Ruellia sindica Ghafoor & Heine
- Ruellia singularis Benoist
- Ruellia solitaria Vell.
- Ruellia sororia Standl.
- Ruellia spatulifolia Benoist
- Ruellia sprucei Lindau
- Ruellia spissa Leonard
- Ruellia splendidula Lindau
- Ruellia sprucei Lindau
- Ruellia standleyi Leonard
- Ruellia stelligera Benoist
- Ruellia stemonacanthoides (Oerst.) Hemsl.
- Ruellia stenophylla C.B. Clarke
- Ruellia steyermarkii Wassh.
- Ruellia strepens L.
- Ruellia subcapitata (Nees) Hemsl.
- Ruellia subringens Lindau
- Ruellia succulenta Small

- Ruellia tarapotana Lindau
- Ruellia terminale (Nees) Wassh.
- Ruellia tessmannii Mildbr.
- Ruellia togoensis (Lindau) Heine
- Ruellia tonduzii Lindau
- Ruellia trachyphylla Lindau
- Ruellia transitoria Benoist
- Ruellia tuberosa L.
- Ruellia tubiflora Kunth
- Ruellia turbaxensis (Nees) Benth.
- Ruellia turbinis Benoist
- Ruellia tuxtlensis Ramamoorthy & Hornelas
- Ruellia tweediana Griseb.
- Ruellia tweedii (Nees) T. Anderson

- Ruellia venusta Hance
- Ruellia villosa Lindau
- Ruellia violacea Aubl.
- Ruellia viscidula Mart. ex Schrank

- Ruellia willdenoviana (Nees) Lindau ex Rusby
- Ruellia woodii C.B. Clarke
- Ruellia woolstonii C. Ezcurra
- Ruellia wurdackii Wassh.

- Ruellia yurimaguensis Lindau

### SelonITIS(6 juin 2012)[2]
- Ruellia blechum L.
- Ruellia brevifolia (Pohl) C. Ezcurra
- Ruellia caroliniensis (J.F. Gmel.) Steud.
  - Ruellia caroliniensis var. caroliniensis (J.F. Gmel.) Steud.
  - Ruellia caroliniensis var. serrulata Tharp & F.A. Barkley
- Ruellia chartacea (T.Anderson) Wassh.
- Ruellia ciliatiflora Hook.
- Ruellia ciliosa  Pursh
- Ruellia coccinea (L.) Vahl
- Ruellia corzoi Tharp & F.A. Barkley
- Ruellia davisiorum Tharp & F.A. Barkley
- Ruellia devosiana hort. Jacob-Makoy ex E. Morren
- Ruellia drummondiana (Nees) A. Gray
- Ruellia drushelii Tharp & F.A. Barkley
  - Ruellia drushelii var. drushelii Tharp & F.A. Barkley
  - Ruellia drushelii var. macrocarpa Tharp & F.A. Barkley
- Ruellia fulgida Andrews
- Ruellia heteromorpha Fernald
- Ruellia humilis Nutt.
- Ruellia metzae Tharp
- Ruellia noctiflora (Nees) A. Gray
- Ruellia nudiflora (Engelm. & A. Gray) Urb.
  - Ruellia nudiflora var. nudiflora (Engelm. & A. Gray) Urb.
  - Ruellia nudiflora var. runyonii (Tharp & F.A. Barkley) B.L. Turner
- Ruellia occidentalis (A. Gray) Tharp & F.A. Barkley
- Ruellia parryi A. Gray
- Ruellia patula Jacq.
- Ruellia pedunculata Torr. ex A. Gray
  - Ruellia pedunculata ssp. pedunculata Torr. ex A. Gray
- Ruellia pinetorum Fernald
- Ruellia prostrata Poir.
- Ruellia purshiana Fernald
- Ruellia simplex C. Wright
- Ruellia strepens L.
- Ruellia succulenta Small
- Ruellia tuberosa L. , patate-chandelier (Guadeloupe), ipéca bâtard (Martinique)
- Ruellia yucatana (Leonard) Tharp & F.A. Barkley

## Espèces aux noms synonymes, obsolètes et leurs taxons de référence

### Selon "The Plant List"[1]7 juin 2012
- Ruellia abbreviata D.N. Gibson = Ruellia lactea Cav.
- Ruellia achimeniflora (Oerst.) Hemsl. = Ruellia jussieuoides Schltdl. & Cham.
- Ruellia adhaerens Forssk. = Priva adhaerens (Forssk.) Chiov.
- Ruellia alata Wall. = Strobilanthes wallichii Nees.
- Ruellia albicaulis Bertero = Ruellia inundata Kunth
- Ruellia albiflora Fernald = Ruellia foetida Willd.
- Ruellia alopecuroidea Vahl = Lepidagathis alopecuroidea (Vahl) R.Br. ex Griseb.
- Ruellia alopecuroides Vahl = Lepidagathis alopecuroides (Vahl) R.Br. ex Griseb.
- Ruellia alternata Burm.f. = Hemigraphis alternata (Burm.f.) T.Anderson.
- Ruellia amoena Nees [Invalid] = Ruellia brevifolia (Pohl) C.Ezcurra
- Ruellia anagallis Burm. f. = Lindernia anagallis (Burm. f.) Pennell
- Ruellia angustifolia (Nees) Lindau [Illegitimate] = Ruellia simplex C.Wright
- Ruellia angustifolia (Nees) Griseb. ex Lillo 	= Ruellia tweediana Griseb.
- Ruellia antipoda L. = Lindernia antipoda (L.) Alston
- Ruellia asperula (Mart. & Nees) Benth. & Hook. = Ruellia asperula (Mart. ex Nees) Lindau
- Ruellia atropurpurea Wall. = Strobilanthes atropurpureus Nees
- Ruellia bangii Rusby = Ruellia puri Mart. ex Nees
- Ruellia barlerioides Roth = Petalidium barlerioides (Roth) Nees
- Ruellia batangana G. Braun & K. Schum. = Physacanthus batanganus (G. Braun & K. Schum.) Lindau
- Ruellia bracteata Roxb. = Petalidium barlerioides (Roth) Nees
- Ruellia brasiliensis Spreng. = Hygrophila costata Nees.
- Ruellia brevicaulis Baker = Radamaea montana Benth..
- Ruellia brittoniana Leonard [Illegitimate] = Ruellia simplex C.Wright
- Ruellia calvescens Nees = Ruellia solitaria Vell.
- Ruellia campestris (Oerst.) Hemsl. = Ruellia geminiflora Kunth
- Ruellia caroliniensis f. alba Steyerm. = Ruellia humilis f. alba (Steyerm.) Steyerm.
- Ruellia chiquitensis Baill. = Ruellia hygrophila Mart.
- Ruellia ciliaris L. = Blepharis ciliaris (L.) B.L.Burtt
- Ruellia ciliata Ruiz ex Nees = Dyschoriste ciliata (Nees) Kuntze
- Ruellia ciliosa Pursh = Ruellia caroliniensis subsp. ciliosa (Pursh) R.W. Long
- Ruellia ciliosa var. cinerascens Fernald = Ruellia caroliniensis var. cinerascens (Fernald) Kartesz & Gandhi
- Ruellia ciliosa var. longiflora A. Gray = Ruellia humilis var. longiflora (A. Gray) Fernald
- Ruellia coerulea Morong = Ruellia simplex C.Wright
- Ruellia colorata Baill. =Ruellia chartacea (T. Anderson) Wassh.
- Ruellia colorata Blume = Hemigraphis alternata (Burm.f.) T.Anderson
- Ruellia confinis Benth. =Ruellia solitaria Vell.
- Ruellia congesta (Leonard) Tharp & E.A. Barkley = Ruellia nudiflora (Engelm. & A. Gray) Urb.
- Ruellia cooperi Leonard = Ruellia biolleyi Lindau
- Ruellia cordata Brandegee = Ruellia comonduensis T.F. Daniel
- Ruellia cordifolia Vahl = Ruellia inflata Rich.
- Ruellia costaricensis (Oerst.) E. Tripp & McDade = Blechum costaricense Oerst.
- Ruellia crispa L. = Sericocalyx crispus (L.) Bremek.
- Ruellia cuspidata Wall. = Lepidagathis cuspidata Nees
- Ruellia diffusa (Nees) Griseb. = Apassalus diffusus (Nees) Kobuski
- Ruellia dissitifolia var. humilior Nees = Radamaea montana Benth..
- Ruellia dorsiflora Retz. = Phaulopsis dorsiflora (Retz.) Santapau
- Ruellia dulcis Cav. = Stenandrium dulce (Cav.) Nees
- Ruellia elliptica Rusby = Ruellia geminiflora Kunth
- Ruellia elongata P.Beauv. = Whitfieldia elongata (P.Beauv.) De Wild. & T.Durand
- Ruellia erecta Burm. f. = Hygrophila erecta (Burm.f.) Hochr.
- Ruellia euantha Lindau = Ruellia haenkeana (Nees) Wassh.
- Ruellia fasciculata Retz. = Lepidagathis fasciculata (Retz.) Nees
- Ruellia formosa Bonpl. = Ruellia elegans Poir.
- Ruellia fulgida var. angustissima (Hochr.) Leonard = Ruellia fulgida Andrews
- Ruellia galeottii Leonard 	= Ruellia inundata Kunth
- Ruellia geayi (Benoist) E. Tripp = Eusiphon geayi Benoist.
- Ruellia geminiflora f. albiflora Kuntze = Ruellia geminiflora Kunth
- Ruellia geminiflora var. angustifolia (Nees) Griseb. 	= Ruellia geminiflora Kunth
- Ruellia geminiflora var. hirsutior (Nees) Hicken = Ruellia geminiflora Kunth
- Ruellia geminiflora var. hirsutior Nees = Ruellia geminiflora Kunth
- Ruellia geminiflora var. humilis Griseb. = Dyschoriste humilis Lindau.
- Ruellia gigantea Humb. & Bonpl. = Trichanthera gigantea (Humb. & Bonpl.) Nees.
- Ruellia glabrata (Leonard) Tharp & F.A. Barkley = 	Ruellia nudiflora (Engelm. & A. Gray) Urb.
- Ruellia glanduloso-punctata Lindau = Ruellia multifolia (Nees) Lindau
- Ruellia glutinosa Wall. 	= Strobilanthes glutinosus Nees.
- Ruellia gooddingiana A. Nelson = 	Ruellia nudiflora (Engelm. & A. Gray) Urb.
- Ruellia graecizans Backer = Ruellia brevifolia (Pohl) C.Ezcurra
- Ruellia graecizans Rech. f. = Ruellia sindica Ghafoor & Heine
- Ruellia grandiflora Lindau = Ruellia neoneesiana Wassh.
- Ruellia gruicollis Benoist = Benoicanthus gruicollis (Benoist) Heine & A.Raynal.
- Ruellia gruicollis var. angustifolia Benoist = Benoicanthus gruicollis var. angustifolia (Benoist) Heine & A. Raynal.
- Ruellia guatemalensis Donn. Sm. 	= Ruellia stemonacanthoides (Oerst.) Hemsl.
- Ruellia haughtii (Leonard) E. Tripp = Blechum haughtii Leonard.
- Ruellia herzogii Lindau = Ruellia nobilis (S. Moore) Lindau
- Ruellia heteromorpha Fernald = 	Ruellia caroliniensis var. heteromorpha (Fernald) R.W. Long.
- Ruellia hirsuta Vell. [Illegitimate] 	= Ruellia geminiflora Kunth
- Ruellia hirsuta Lindau = Ruellia geminiflora Kunth
- Ruellia hirsutoglandulosa (Oerst.) Hemsl. = Ruellia rosea (Nees) Hemsl.
- Ruellia hirta D. Don = Strobilanthes glutinosus Nees.
- Ruellia humilis (Nees) Lindau = Ruellia geminiflora Kunth
- Ruellia humilis f. alba (Steyerm.) Fernald = Ruellia humilis f. alba (Steyerm.) Steyerm..
- Ruellia humistrata Michx. = Apassalus humistratus (Michx.) Kobuski.
- Ruellia hygrophylla var. glabrescens Hassl. 	= Ruellia hygrophila Mart.
- Ruellia hypericifolia Rusby = Ruellia geminiflora Kunth
- Ruellia ignorantiae Herter = Ruellia simplex C.Wright
- Ruellia imbricata Forssk. = Phaulopsis imbricata (Forssk.) Sweet.
- Ruellia infundibuliformis (L.) Andrews = Crossandra infundibuliformis (L.) Nees.
- Ruellia jacquemontiana Nees = Strobilanthes glutinosus Nees.
- Ruellia kuntzei Lindau = 	Ruellia ciliatiflora Hook.
- Ruellia lactea var. acaulis (Nees) Hemsl. = Ruellia lactea Cav.
- Ruellia lacustris Cham. & Schltdl. = Hygrophila costata Nees.
- Ruellia lanceolata Morong = Justicia rusbyi (Lindau) V.A.W.Graham.
- Ruellia latebrosa Roth = Hemigraphis latebrosa (Roth) Nees.
- Ruellia lechleri Britton = Ruellia puri Mart. ex Nees
- Ruellia lechleri var. grandifolia Britton ex Rusby = Ruellia puri Mart. ex Nees
- Ruellia leucantha var. postinsularis Gentry = Ruellia leucantha subsp. postinsularis (Gentry) T.F. Daniel
- Ruellia loefgrenii Lindau = Ruellia bulbifera Lindau
- Ruellia longicalyx Deflers = Duosperma longicalyx (Deflers) Vollesen.
- Ruellia longiflora Nees [Invalid] = Whitfieldia elongata (P.Beauv.) De Wild. & T.Durand.
- Ruellia longifolia (Pohl) Griseb. [Illegitimate] Ruellia brevifolia (Pohl) C.Ezcurra
- Ruellia longifolia Rich. = Ruellia brevifolia (Pohl) C.Ezcurra
- Ruellia longifolia (Stocks) T. Anderson = Ruellia sindica Ghafoor & Heine
- Ruellia longipes Urb. = Ruellia simplex C.Wright
- Ruellia longipila Standl. = Ruellia harveyana Stapf
- Ruellia longissima D.N. Gibson = Ruellia biolleyi Lindau
- Ruellia longissima var. glabra D.N. Gibson = Ruellia pittieri Lindau
- Ruellia lorentziana Griseb. = Ruellia ciliatiflora Hook.
- Ruellia lorentziana var. paraguariensis Hassl. = Ruellia ciliatiflora Hook.
- Ruellia lorentziana var. parvifolia Hassl. = Ruellia ciliatiflora Hook.
- Ruellia lyi H. Lév. = Paragutzlaffia lyi (H. Lév.) H.B. Cui.
- Ruellia macrocarpus Sessé & Moc. = Spathacanthus hahnianus Baill..
- Ruellia macrophylla var. lutea Leonard = Ruellia macrophylla Vahl
- Ruellia macrosiphon (Nees) Donn. Sm. = Ruellia longituba D.N. Gibson
- Ruellia macrosiphon Kurz = Ruellia longituba D.N. Gibson
- Ruellia malacophylla C.B. Clarke = Crabbea velutina S.Moore.
- Ruellia malacosperma Greenm. = Ruellia simplex C.Wright
- Ruellia mattogrossensis Lindau = Ruellia erythropus (Nees) Lindau
- Ruellia megacantha M.E. Jones = Ruellia hookeriana (Nees) Hemsl.
- Ruellia megasphaera Lindau = Ruellia parva Lindau
- Ruellia microphylla (Nees) Lindau [Illegitimate] = Ruellia simplex C.Wright
- Ruellia microphylla Cav. = Ruellia simplex C.Wright
- Ruellia mirandana Ramamoorthy & Hornelas = Ruellia latibracteata D.N. Gibson
- Ruellia modesta Mart. ex Nees [Invalid] = Ruellia erythropus (Nees) Lindau
- Ruellia molinae D.N. Gibson = Ruellia fulgida Andrews
- Ruellia mollissima Vahl = Hypoestes mollissima (Vahl) Nees.
- Ruellia montezumae Lindau = Ruellia petiolaris (Nees) T.F. Daniel
- Ruellia muelleri var. grandiflora (Leonard) Tharp & F.A. Barkley = Ruellia nudiflora (Engelm. & A. Gray) Urb.
- Ruellia multicaulis A. Rich. = Dyschoriste multicaulis (T.Anderson) Kuntze.
- Ruellia multifolia var. hirsuta Hassl. = Ruellia multifolia (Nees) Lindau
- Ruellia multifolia var. viscidula Hassl. = Ruellia multifolia (Nees) Lindau
- Ruellia multisetosa Rusby = Suessenguthia multisetosa (Rusby) Wassh. & J.R.I. Wood.
- Ruellia mysorensis Roth = Asystasia mysorensis (Roth) T.Anderson.
- Ruellia nudiflora var. congesta Leonard = Ruellia nudiflora (Engelm. & A. Gray) Urb.
- Ruellia nudiflora var. glabrata Leonard = Ruellia nudiflora (Engelm. & A. Gray) Urb.
- Ruellia nudiflora var. grandiflora Leonard = Ruellia nudiflora (Engelm. & A. Gray) Urb.
- Ruellia nudiflora var. humilis (Nees) Leonard = Ruellia nudiflora (Engelm. & A. Gray) Urb.
- Ruellia nudiflora var. insularis Leonard = Ruellia nudiflora (Engelm. & A. Gray) Urb.
- Ruellia nudiflora var. occidentalis (A. Gray) Leonard = Ruellia nudiflora (Engelm. & A. Gray) Urb.
- Ruellia nudiflora var. puberula Leonard = Ruellia puberula (Leonard) Tharp & F.A. Barkley
- Ruellia nudiflora var. yucatana Leonard = Ruellia nudiflora (Engelm. & A. Gray) Urb.
- Ruellia oblongifolia Michx. = Dyschoriste oblongifolia (Michx.) Kuntze.
- Ruellia obtusata S.F. Blake = Ruellia harveyana Stapf
- Ruellia ovata Cav. = Dyschoriste ovata (Cav.) Kuntze.
- Ruellia ovata C. B. Cl. p.p. = Ruellia pilosa (Nees) Pav. ex Nees
- Ruellia pacifica Svenson = Ruellia simplex C.Wright
- Ruellia pallida Vahl = Ruellia cyanea (Nees) T. Anderson
- Ruellia palmeri Greenm. = Ruellia petiolaris (Nees) T.F. Daniel
- Ruellia panamensis (Lindau) E. Tripp = Blechum panamense Lindau.
- Ruellia paradoxa Lindau = Satanocrater paradoxa (Lindau) Lindau.
- Ruellia parviflora Sessé & Moc. = Blechum pyramidatum (Lam.) Urb..
- Ruellia pedunculosa (Nees) B.D. Jacks. & Hook. f. = Ruellia pedunculosa (Nees) Lindau
- Ruellia pennellii Leonard = Ruellia terminale (Nees) Wassh.
- Ruellia perrieri Benoist = Pseudoruellia perrieri (Benoist) Benoist.
- Ruellia persica Burm. f. = Blepharis ciliaris (L.) B.L.Burtt.
- Ruellia pinetorum Fernald = Ruellia pedunculata subsp. pinetorum (Fernald) R.W. Long
- Ruellia pipericaulis Rizzini = Ruellia inflata Rich.
- Ruellia pratensis D.N. Gibson = Ruellia spissa Leonard
- Ruellia prismatica Vell. = Aphelandra prismatica (Vell.) Hiern.
- Ruellia prostrata Poir. = Ruellia rivularis (Benoist) Boivin ex Benoist
- Ruellia prostrata var. dejecta (Nees) C.B. Clarke = Ruellia rivularis (Benoist) Boivin ex Benoist
- Ruellia prostrata var. rivularis Benoist = Ruellia rivularis (Benoist) Boivin ex Benoist
- Ruellia pubiflora Griseb. = Ruellia erythropus (Nees) Lindau
- Ruellia purdieana Hook. = Ruellia tubiflora Kunth
- Ruellia quadrifaria (Nees) Lindau = Ruellia glischrocalyx Lindau
- Ruellia quadrifaria Wall. ex Nees = Strobilanthes quadrifaria (Wall. ex Nees) Y.F. Deng.
- Ruellia quadrivalvis Buch.-Ham. = 	Hygrophila quadrivalvis (Buch.-Ham.) Nees.
- Ruellia quitensis Kunth = Dyschoriste quitensis (Kunth) Kuntze.
- Ruellia radicans (Nees) Lindau = Sanchezia rubriflora Leonard.
- Ruellia repens Ruiz ex Nees = Dyschoriste repens (Nees) Kuntze.
- Ruellia repens var. kouytcheensis H. Lév. = Calophanoides kouytcheensis (H.Lév.) H.S.Lo.
- Ruellia ringens L. = Hygrophila ringens (L.) Steud.
- Ruellia riopalenquensis Wassh. = Ruellia terminale (Nees) Wassh.
- Ruellia rivularis B. Boivin = Ruellia rivularis (Benoist) Boivin ex Benoist
- Ruellia rivularis Schltdl. = Hygrophila costata Nees.
- Ruellia rubicaulis Cav. = Dipteracanthus rubicaulis Nees.
- Ruellia rupestris Sw. = Stenandrium rupestre (Sw.) Nees.
- Ruellia ruspolii Lindau = Satanocrater ruspolii (Lindau) Lindau.
- Ruellia scabrifolia Valeton = Nothoruellia scabrifolia (Valeton) Bremek..
- Ruellia sclerochiton S. Moore = Eremomastax speciosa (Hochst.) Cufod..
- Ruellia serratitheca Rusby = Ruellia brevifolia (Pohl) C.Ezcurra
- Ruellia spectabilis Britton [Illegitimate] = Ruellia simplex C.Wright
- Ruellia spectabilis (Hook.) G. Nicholson = Ruellia simplex C.Wright
- Ruellia spinescens Thunb. = Mimulopsis lyalliana var. diffusa (Baker) Benoist.
- Ruellia strepens var. cleistantha A. Gray = Ruellia strepens f. cleistantha (A. Gray) S. McCoy.
- Ruellia succulenta Small = Ruellia caroliniensis var. succulenta (Small) R.W. Long.
- Ruellia tetrasperma Champ. ex Benth. = Championella tetrasperma (Champ. ex Benth.) Bremek..
- Ruellia tetrastichantha Lindau = Ruellia tubiflora var. tetrastichantha (Lindau) Leonard
- Ruellia thunbergiaeflora T. Anderson = Dischistocalyx thunbergiiflorus (T. Anderson) Benth. ex C.B. Clarke.
- Ruellia thyrsacanthoides (Nees) Lindau = Ruellia humboldtiana (Nees) Lindau
- Ruellia thyrsostachya Lindau = Ruellia proxima Lindau
- Ruellia tomentosa Wall. = Aechmanthera gossypina (Wall. ex Nees) Nees.
- Ruellia tonduzii Lindau = Ruellia pittieri Lindau
- Ruellia tuberosa var. occidentalis A. Gray = Ruellia otaviensis P.G.Mey.
- Ruellia tweedii (Nees) T. Anderson ex Morong & Britton = Ruellia erythropus (Nees) Lindau
- Ruellia tweedyi (Nees) T.Anderson ex Morong & Britton = Ruellia erythropus (Nees) Lindau
- Ruellia urens Roth = Hemigraphis urens (Roth) J.R.I. Wood.
- Ruellia urticifolia Wall. = Strobilanthes urticifolia Wall. ex Kuntze.
- Ruellia velascana Lindau = Ruellia erythropus (Nees) Lindau.
- Ruellia velutifolia (House) Wassh. & D.F. Austin = Holographis velutifolia (House) T.F.Daniel.
- Ruellia velutina PHILLIPS = Ruellia diversifolia S.Moore
- Ruellia ventricosa Kunth [Illegitimate] = Ruellia brevifolia (Pohl) C.Ezcurra
- Ruellia venusta Hance = Leptosiphonium venustus (Hance) E. Hossain.
- Ruellia verticillata Spreng. = Hygrophila costata Nees.
- Ruellia vindex (Nees) Lindau = Ruellia geminiflora Kunth
- Ruellia viscosa Kunth = Ruellia paniculata L.
- Ruellia viscossisima (Nees) Lindau = Ruellia multifolia (Nees) Lindau
- Ruellia williamsii Leonard = Ruellia hookeriana (Nees) Hemsl.
- Ruellia yucatana (Leonard) Tharp & F.A. Barkley = Ruellia nudiflora (Engelm. & A. Gray) Urb.
- Ruellia zeyheri T. Anders. = Ruellia pilosa (Nees) Pav. ex Nees